# Stefan Władysław
Stefan Władysław lub Władysław – (srb.: Стефан Владислав, Stefan Władisław), syn Stefana I Koronowanego, król serbski w latach 1234–1243.

## Życie
Średni syn Stefana I Koronowanego i jego pierwszej żony Eudoksji Angeliny. Małżeństwo Stefana i Eudoksji zostało zawarte w celu potwierdzenia traktatu pokojowego pomiędzy Bizancjum a Serbią w 1190 roku, a rozpadło się po 1198 roku. Pomiędzy tymi dwoma datami należy więc umieścić datę urodzenia Władysława.
Po ustąpieniu ojca, władzę w Serbii objął starszy brat Władysława Radosław. Wprowadzone przezeń greckie obyczaje i zależność od teścia władcy Epiru Teodora Angelosa nie przysporzyły mu poparcia wśród Serbów. Po klęsce Teodora Angelosa w 1230 roku w bitwie pod Kłokotnicą, stronnictwo probułgarskie w Serbii wystąpiło przeciw Radosławowi, który abdykował w 1234 roku. Na tron bułgarski wyniesiony został wówczas Stefan Władysław. Jeszcze w tym samym roku został koronowany w Žičy przez swego stryja arcybiskupa Sawę. W latach 1234–1235 wzniósł w Mileševej monaster, do którego w 1236 roku sprowadził z Tyrnowa ciało zmarłego arcybiskupa serbskiego. Wyniesiony na tron przez stronnictwo probułgarskie utracił władzę wraz z załamaniem się potęgi bułgarskiej po śmierci Iwana Asena II (1241). W 1241 roku najazd tatarski dotarł przez Węgry i Chorwację nad Adriatyk. W drodze powrotnej Mongołowie spalili Kotor, Svač, i Drivast, a następnie przez Raszkę zaatakowali Bułgarię, by w 1242 roku powrócić na Ruś. Bułgaria pogrążyła się w walkach o regencję nad małoletnim Michałem I Asenem. W 1243 roku możnowładcy serbscy osadzili na tronie najmłodszego syna Stefana I, Stefana Urosza I. Stefan Urosz I po krótkiej walce pogodził się z Władysławem i oddał mu Zetę i Trebinje, odebrane niezależnie władającemu Zetą synowi Vukana Nemanicza, Jerzemu. Władysław zmarł po 1267 i został pochowany w swojej zadużbinie w Mileševej.

## Związki rodzinne
Żonaty z Biełosławą, córką cara bułgarskiego Iwana Asena II, miał z nią troje dzieci:
- syna Stefana,
- syna Desę
- i nieznaną z imienia córkę wydaną za bałkańskiego możnowładcę[3].